# 秉光山站
秉光山地铁站（英語：Peng Kang Hill MRT Station，代號JW5）是新加坡地鐵裕廊區域線上的車站，位于新加坡本岛西部集水區规划区。车站预计将于2029年启用。